# Atlantic Division (NBA)
De Atlantic Division is een competitie in de NBA die onder de Eastern Conference valt. De NBA is opgedeeld in 2 zogenaamde conferences, die vervolgens weer opgedeeld zijn in 3 divisies.
De divisies worden ingedeeld door geografische ligging. De Atlantic Division bestaat sinds 1970.

## Deelnemers

### Huidige teams
- Boston Celtics
- Brooklyn Nets
- New York Knicks
- Philadelphia 76ers
- Toronto Raptors

### Voormalige deelnemers
- Buffalo Braves
- Charlotte Hornets
- Miami Heat
- Orlando Magic
- Washington Wizards

### Tijdlijn
|  | Huidige deelnemers    |
|  | Voormalige deelnemers |

## Kampioenen
| Jaar | Team               |
| ---- | ------------------ |
| 1971 | New York Knicks    |
| 1972 | Boston Celtics     |
| 1973 | Boston Celtics     |
| 1974 | Boston Celtics     |
| 1975 | Boston Celtics     |
| 1976 | Boston Celtics     |
| 1977 | Philadelphia 76ers |
| 1978 | Philadelphia 76ers |
| 1979 | Philadelphia 76ers |
| 1980 | Boston Celtics     |
| 1981 | Boston Celtics     |
| 1982 | Boston Celtics     |
| 1983 | Philadelphia 76ers |
| 1984 | Boston Celtics     |
| 1985 | Boston Celtics     |
| 1986 | Boston Celtics     |
| 1987 | Boston Celtics     |
| 1988 | Boston Celtics     |

| Jaar | Team               |
| ---- | ------------------ |
| 1989 | New York Knicks    |
| 1990 | Philadelphia 76ers |
| 1991 | Boston Celtics     |
| 1992 | Boston Celtics     |
| 1993 | New York Knicks    |
| 1994 | New York Knicks    |
| 1995 | Orlando Magic      |
| 1996 | Orlando Magic      |
| 1997 | Miami Heat         |
| 1998 | Miami Heat         |
| 1999 | Miami Heat         |
| 2000 | Miami Heat         |
| 2001 | Philadelphia 76ers |
| 2002 | New Jersey Nets    |
| 2003 | New Jersey Nets    |
| 2004 | New Jersey Nets    |
| 2005 | Boston Celtics     |
| 2006 | New Jersey Nets    |

| Jaar | Team               |
| ---- | ------------------ |
| 2007 | Toronto Raptors    |
| 2008 | Boston Celtics     |
| 2009 | Boston Celtics     |
| 2010 | Boston Celtics     |
| 2011 | Boston Celtics     |
| 2012 | Boston Celtics     |
| 2013 | New York Knicks    |
| 2014 | Toronto Raptors    |
| 2015 | Toronto Raptors    |
| 2016 | Toronto Raptors    |
| 2017 | Boston Celtics     |
| 2018 | Toronto Raptors    |
| 2019 | Toronto Raptors    |
| 2020 | Toronto Raptors    |
| 2021 | Philadelphia 76ers |
| 2022 | Boston Celtics     |
| 2023 | Boston Celtics     |
| 2024 | Boston Celtics     |
| 2025 | Boston Celtics     |